# میللند
میللند (به انگلیسی: Milland) یک روستا و محله مدنی در بریتانیا است که در Chichester واقع شده‌است. میللند ۲۰٫۳۴ کیلومتر مربع مساحت و ۸۹۱٫ نفر جمعیت دارد.